# Maytenus robusta
Maytenus robusta är en benvedsväxtart som beskrevs av Reiss. Maytenus robusta ingår i släktet Maytenus och familjen Celastraceae. Inga underarter finns listade.

## Bildgalleri

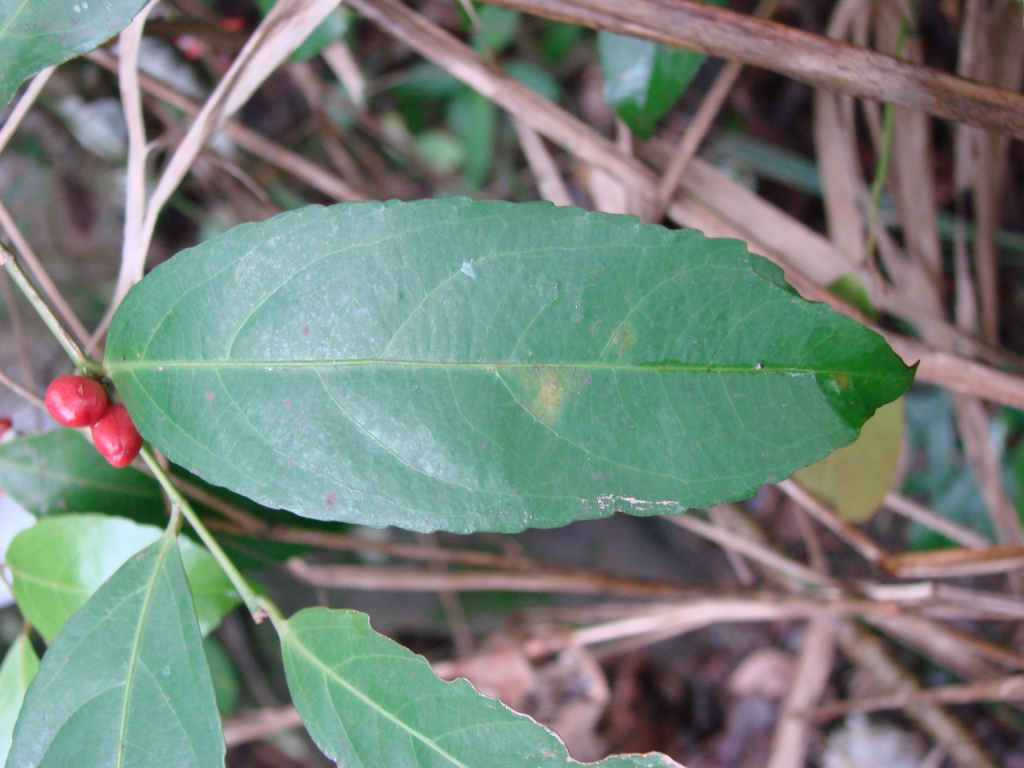